# Меллули, Усама
Усама Меллули (араб. أسامة الملولي‎); род. 16 февраля 1984, Эль-Марса, вилайет Тунис, Тунис) — тунисский пловец, олимпийский чемпион 2008 года на дистанции 1500 м вольным стилем и олимпийский чемпион 2012 года на дистанции 10 км на открытой воде. Первый в истории пловец, ставший олимпийским чемпионом как в бассейне, так и на открытой воде. Единственный тунисец, выступавший на 6 Олимпийских играх. Один из 4 пловцов в истории, выступавших на 6 Олимпийских играх.
- Первый олимпийский чемпион из Туниса с 1968 года
- Чемпион мира 2009 года на дистанции 1500 м
- Чемпион мира 2013 года на дистанции 5 км на открытой воде
- Чемпион мира на «короткой воде» 2004 года на дистанции 400 м комплексным плаванием и 2010 года на дистанции 1500 м вольным стилем
- 10-кратный чемпион Средиземноморских игр (2005, 2009, 2013)
- Дважды (2003 и 2004) признавался лучшим спортсменом года в Тунисе
- Лучший пловец года в Африке (2008, 2009)
- Лучший пловец года на открытой воде (2012)

## Дисквалификация
Весной 2007 года стало известно, что допинг-пробы Меллули, взятые в ноябре 2006 года, дали положительный результат. Тунисец признался, что принимал аддералл (англ. adderall) — психостимулятор, смесь солей энантиомеров амфетамина. 11 сентября 2007 года Меллули был дисквалифицирован на полтора года начиная с 30 ноября 2006. Таким образом Меллули был лишён золотой и серебряной медали, которые он завоевал на чемпионате мира 2007 года в Мельбурне.
К началу Олимпиады-2008 в Пекине срок дисквалификации истёк, и Меллули смог принять участие в Играх, где стал олимпийским чемпионом на дистанции 1500 м, прервав тем самым 16-летнее доминирование австралийцев на этой дистанции (в 1992 и 1996 побеждал Кирен Перкинс, а в 2000 и 2004 выигрывал Грант Хэкетт, который в 2008 году стал вторым).

### Результаты Меллули на Олимпийских играх
Зелёным выделены участия в финальных заплывах
| Дистанция                  | 2000 | 2004 | 2008 | 2012 | 2016 | 2020 |
| -------------------------- | ---- | ---- | ---- | ---- | ---- | ---- |
| 200 метров вольным стилем  | —    | —    | 19   | —    | —    | —    |
| 400 метров вольным стилем  | —    | —    | 5    | —    | —    | —    |
| 1500 метров вольным стилем | —    | 14   | 1    | 3    | 21   | —    |
| 200 метров комплекс        | —    | 9    | —    | —    | —    | —    |
| 400 метров комплекс        | 43   | 5    | —    | —    | —    | —    |
| 10 км на открытой воде     | —    | —    | —    | 1    | 12   | 20   |